# ザップ・ママ
ザップ・ママ（Zap Mama）は、1991年にデビューしたマリー・ドルヌを中心とするベルギー出身のミュージック・グループ。
初期はドルヌのルーツであるアフリカ音楽に根差したコーラス・ワークを中心とした楽曲を作っていた。現在はマリー・ドルヌのソロ・プロジェクトとして活動しており、ネオ・ソウル（ヒップ・ホップ等の影響を受けたソウルミュージック）に傾倒した楽曲を作っている。

## バイオグラフィ
マリー・ドレヌはベルギー人の父親とザイール人の母親の元、ベルギーより独立して間もないコンゴ（旧ザイール）に生まれる。父親はコンゴ動乱に巻き込まれ彼女が幼い頃に亡くなる。母親は白人と結婚したということから迫害を受けたため、小柄で知られるアフリカの原住民のピグミー族の元に子供達と共に逃げ込んだ。この地でドレヌは育ち、後にベルギーのブリュッセルへと越した。母親は子供達にピグミー族の伝統音楽であるポリフォニック・コーラスを教え込もうとしたが、ドレヌはスティーヴィー・ワンダー等のソウルミュージックに夢中で、ピグミー族の音楽には見向きもしなかった。成長するに従いピグミー族の音楽に興味を持ち、18歳の時にザイール（この時はコンゴよりザイールに名前を戻している）に帰国し、ピグミー族の音楽に改めて触れることになる。ベルギーに戻ると、1989年に女性のみのクインテット構成となるア・カペラ・コーラス・グループ、ザップ・ママを結成した。
最初はライブを中心として活動、1991年にベルギーのインディー・レーベルよりセルフタイトル・アルバムを発表してデビューした。このアルバムはベルギーで15,000枚、ヨーロッパ全体で100,000枚を売り上げた。このアルバムは北米からも『Adventures in Afropea 1』というタイトルで発売され、全米チャートのワールドミュージック部門で19週連続1位を記録、1993年にグラミー賞にノミネートされた。1994年に2人が脱退しサリー・ニョロ（現在はソロ活動している）ともう一人を迎え、アルバム『サブシルマ』を発表。これを最後にグループ体制からドレヌのソロ・プロジェクトに切り替え、1997年にアルバム『7』を発表。ネオ・ソウルにより影響された楽曲を発表するようになる。1999年発表のアルバム『ア・マ・ゾーン』は前作と同じ路線のアルバムとなる。
2000年に活動拠点をニューヨークに移す。ザ・ルーツ等フィラデルフィアのミュージシャンとも関係が深く、エリカ・バドゥやDJ KRUSH、スピア・ヘッドといったミュージシャンのアルバムにも参加した。2004年にアルバム『アンセストリー・イン・プログレス』を発表、エリカ・バドゥやザ・ルーツのクウェストラヴ等が参加している。2007年にはコンテンポラリー・ジャズ・レーベルとしても知られているヘッズ・アップに移り、アルバム『スーパームーン』を発表。アフロビートの創始者フェラ・クティの片腕として知られるドラマーのトニー・アレンや、ベーシストのミシェル・ンデゲオチェロやウィル・リー等が参加している。

## ディスコグラフィ

### アルバム
- 『ザップ・ママ』 - Zap Mama (1991年)
- Adventures in Afropea 1 (1993年)
- 『サブシルマ』 - Sabsylma (1994年)
- 『7』 - Seven (1997年)
- 『ア・マ・ゾーン』 - A Ma Zone (1999年)
- 『アンセストリー・イン・プログレス』 - Ancestry in Progress (2004年)
- 『スーパームーン』 - Supermoon (2007年、Heads Up)
- 『リ・クリエイション』 - ReCreation (2009年、Heads Up)
- Eclectic Breath (2018年)
- Odyssée (2022年)